# Witkeelsaltator
De witkeelsaltator of witkeelkardinaal (Saltator grossus) is een zangvogel uit de familie Thraupidae (Tangaren).

## Verspreiding en leefgebied
Deze soort telt twee ondersoorten:
- Saltator grossus saturatus - van oostelijk Honduras tot Ecuador
- Saltator grossus grossus - Amazonebekken